# Akbarpur (Kanpur Dehat)
Akbarpur é uma vila e uma nagar panchayat no distrito de Kanpur Dehat, no estado indiano de Uttar Pradesh.

## Geografia
Akbarpur está localizada a 26° 01′ N, 79° 42′ L. Tem uma altitude média de 133 metros (436 pés).

## Demografia
Segundo o censo de 2001, Akbarpur tinha uma população de 17,368 habitantes. Os indivíduos do sexo masculino constituem 53% da população e os do sexo feminino 47%. Akbarpur tem uma taxa de literacia de 57%, inferior à média nacional de 59.5%; com 58% para o sexo masculino e 42% para o sexo feminino. 18% da população está abaixo dos 6 anos de idade.